# 藤原亜紀乃
藤原 亜紀乃（ふじわら あきの、1991年10月23日 - ）は、日本のタレント、女優、元グラビアアイドル。岐阜県可児市出身。アヴィラを経てJESTEES所属。

## 略歴・人物
- 多治見西高等学校卒業、東京学芸大学卒業[1]。
- 小学生3年生の頃から女優に憧れる。2007年、芸能界デビュー[2]。
- 趣味は舞台観劇、エアロビクス。特技は子供の頃からやっていたモダンバレエで、踊ることが好き[2]。
- 英検準2級を取得している。
- マーガリンズではリーダーで、あだ名は組長[3]。
- 借金額は700万円[4]。
- 2015年9月、第2世代恵比寿★マスカッツに加入[5]。1.5となって以降も在籍し、2022年8月末の解散までメンバーであった。
- ラーメン屋で店長代理をしていた[3]。
- 現在[いつ?]は居酒屋で働いている。
- 2018年1月1日にInstagramを開設したが、「ブスはインスタやっちゃダメ」というマスカッツのルールに反していると削除を命ぜられている[6]。
- 自身のファンをひまわり組と呼称している。
- 2022年7月8日にオンエアされたABEMAでの恵比寿マスカッツのレギュラー番組「おねうち!!!マスカット」において第2世代恵比寿マスカッツのメンバー全員の卒業が発表。8月13日、恵比寿ガーデンホールにて開催されたライブ「第2世代恵比寿マスカッツ 真夏の卒業式」が恵比寿マスカッツのメンバーとして最後のライブになった。
- 2023年1月1日、Twitterを更新し、以前から交際していた一般男性と2022年12月25日に結婚したことを報告した[7]。

## 出演

### バラエティ
- マルガリン銀行（2014年8月20日 - 12月31日、TOKYO MX）
- マスカットナイト（2015年10月8日 - 2017年3月30日、テレビ東京）
- おはスタ「ポケモン部」（2017年1月19日 - 、テレビ東京） - 準レギュラー
- 金子柱憲のみんなdeゴルフ（2017年4月5日 - 、とちぎテレビ）
- マスカットナイト・フィーバー!!!（2017年4月6日 - 9月28日、テレビ東京）
- 恵比寿マスカッツ横丁!（2017年10月5日 - 12月28日、テレビ東京）
- あらぶんちょ！（2017年8月14日 - 、東京ケーブルネットワーク）
- 中居くん決めて!（2019年4月8日 - 、TBSテレビ） - 決めたガール（不定期出演）

### テレビドラマ
- 鳳神ヤツルギ10（2021年10月2日 - 12月18日、千葉テレビ） - 多紀里みこと 役
- 海洋戦士シーセーバー（2023年、テレビ神奈川） - ミコト 役

### ラジオ
- ゴチャ・まぜっ天国!（2015年1月8日 - 2016年4月14日、MBSラジオ）
- ON8+1（2015年5月4日・11日、bayfm）
- オレたちゴチャ・まぜっ!〜集まれヤンヤン〜（2016年4月16日 - 2017年4月8日、MBSラジオ） - ヤンヤンガールズ8期生

### 舞台
- 夏の雪（2011年8月24日 - 29日）
- 白衣の堕天使（2011年9月9日 - 11日）
- 妖怪奇譚・座敷童女（2011年12月23日 - 25日）
- たそがれウィンキー（2012年5月16日 - 20日） - マリリン 役
- 大部屋（2012年10月4日 - 8日） - ヒロイン・美鈴 役
- 銀のほのおの国（2013年1月31日 - 2月2日） - ヒロイン・ゆうこ 役
- ウィンザーの陽気な女房たち（2013年4月4日 - 7日）
- fairy moon〜夏の終わりに（2013年9月5日 - 8日） - ヒロイン・ハーミア 役
- 間違いの喜劇（2013年10月14日） - ヒロイン・ルシアーナ 役
- 五稜郭残党伝（2014年4月16日 - 20日）
- 斬劇八犬伝（2014年9月10日 - 13日）
- APHΣ REBELLION - アレス レベリオン -（2015年2月26日 - 3月1日）
- 永遠にムーン（2015年6月24日 - 28日）
- アリスインデッドリースクール・ビヨンド（2015年8月12日 - 23日）
- なぜか青春時代（2015年10月28日 - 11月3日）
- Juliet（2016年1月21日 - 25日） - ヒロイン・村井恵 役
- 蒼い季節（2016年5月11日 - 16日） - ヒロイン
- タンペン。（2016年7月9日・10日）
- Super natural Bule（2016年9月22日 - 27日） - たまちゃん 役
- 君死にたまふことなかれ（2016年12月8日 - 12日）
- 47男子（2017年1月12日 - 15日） - ヒロイン・花崎しおり 役
- ゴースト・シスターズ（2017年2月9日 - 19日）
- 黒薔薇アリス（2017年5月12日 - 21日） - あかね 役[8]
- 普通（2017年6月28日 - 7月9日）
- 雨のち晴れ（2017年9月21日 - 24日）
- BLUE（2017年10月4日 - 9日）
- 白と黒の忘年会 〜納めて初めて仕事篇〜（2017年12月7日 - 10日）
- 徒桜（2018年1月31日 - 2月4日） - 安東明 役
- Snack 玉ちゃん（2018年3月1日 - 5日）
- アリスの愛はどこにある（2018年4月25日 - 29日） - ミーナ 役
- 堕天使は薄い本を閉じて（2018年5月17日 - 30日） - ヒロイン・新橋美愉 役
- 女女女の女―めめめのめ―（2018年7月24日 - 29日）
- 白虎隊 ～獅子たちの什の掟～（2018年9月27日 - 30日） - ヒロイン・山本八重子 役
- 志士たち（2018年12月5日 - 9日） - お福 役
- カルパノーラマ（2019年1月23日 - 27日） - 井上 役
- あの鐘を鳴らすのはあなた（2019年6月5日 - 9日） - ヒロイン・内藤アキ 役
- Milky Way,Faraway 〜七夕伝説異聞〜（2019年7月25日 - 28日） - ヒロイン・ベガ 役
- 贋作 春のめざめ（2019年8月30日 - 9月8日） - イルゼ 役
- Only 〜地獄の中のオーケストラ〜（2019年11月13日 - 17日） - ノピア・シフト 役
- familia ～雨上がりの夜空に～（2020年3月25日 - 29日） - ヒロイン・苺 役
- 楽屋 ー流れ去るものはやがてなつかしきー（2020年8月22日 - 30日） - 女優C 役
- ONLINE STAGE『笑うBARへようこそ』（2020年9月19日 - 22日） - マロン 役
- ワガままな街（2020年12月2日 - 6日） - ヒロイン・燐 / 衣緒 役
- 時空陰陽師（2021年4月15日 - 18日） - ヒロイン・西宮甲子 役
- 僕の初恋は幽霊（2021年6月2日- 6日）- ヒロイン・宮下玲香 役
- THE TEST ～卒業の証～（2021年9月16日 - 20日） - ヒロイン・納戸要己 役
- 孤高のスープ（2021年10月13日 - 17日） - 小谷 役
- 瘡蓋のメロディ（2022年4月20日 - 24日、シアターKASSAI） - ヒロイン・ミライ 役
- 虚空の花（2022年7月14日 - 18日、萬劇場） - 主演・アリア 役
- MALFUNCTION（2022年8月25日 - 28日、シアターKASSAI） - 蜂須賀蜜恵 役
- 人狼TLPT 10th Anniversary ～ROSERIUM～【ルーキー】（2022年10月2日・5日、シアターサンモール） - パン屋・オリーヴ 役
- りさ子のガチ恋♡俳優沼（2022年11月3日 - 6日、ニッショーホール） - 愛子・ゆぴぴ 役
- 人狼TLPT 人狼TLPT Orbit(オービット)（2022年11月22日-27日　上野ストアハウス) - パン屋・オリーヴ 役
- 真夏の夜の拳 (2022年12月22日-25日　参宮橋トランスミッション) - パット 役
- IMPRESSION  Vol18(単独朗読劇) (2023年3月26日出演　こった創作空間)
- 将棋図巧・煙詰‐そして誰もいなくなった‐(2023年4月7日‐16日　上野ストアハウス)- 金チーム　玉 役
- 人狼TLPT 人狼TLPT OrbitⅡ(オービットⅡ)（2023年6月6日-11日　シアターKASSAI) - パン屋・オリーヴ 役
- 夏祭り、あとの祭り。（2023年7月26日-28日出演　下北沢小劇場楽園) - 亜子 役
- チャンバケ (2023年9月2日-10日　築地ブディストホール) - チドリ 役

### 映画
- さざ波ラプソディー（2017年1月） - 上島波津子 役
- あの日。（2022年7月） - 佐伯柚 役

### PV
- Brand New Vibe「Life〜生まれてくれてありがとう〜」（2012年）
- 三山ひろし「その名もコノハナサクヤヒメ」（2020年12月）

### 配信
- デスティニーチャイルド公開サポーターオーディション（2017年12月10日、LineLive） - ダビ 役[9]
- SHOWROOM 藤原亜紀乃【淳のスター発掘大作戦!!】（2017年10月3日 - 2018年8月15日）
- LINE LIVE 藤原亜紀乃～あっきぃのひまわりルーム（2020年3月16日 - 12月13日）
- Uplive【あっきぃのひまわりルーム🌻】（2021年1月1日 - ）

### 雑誌
- ヤングアニマル（2018年2月23日 Vol.5、白泉社） - デスティニーチャイルド×YAコラボグラビア

## 作品

### DVD
- ひまわり（2015年5月20日、ラインコミュニケーションズ）
- 水玉タレントプロモーション（2016年6月15日、ジェイ・フォース）
- 恋物語（2017年12月22日、メディアブランド）
- あそぼ（2018年7月27日、グラッソ）

## 受賞歴
- 2003年 第60回全国舞踊コンクール 児童舞踊部 『絵本の中からふるさとの子守唄が聞こえる』 入選（モダンバレエ）
- 2004年 第61回全国舞踊コンクール 児童舞踊部 『さよならボクらのSteam Treain』 入賞3位（モダンバレエ）
- 2005年 第62回全国舞踊コンクール 児童舞踊部 『もう一度子供に戻る方法』 入賞5位（モダンバレエ）
- 2006年 第63回全国舞踊コンクール 児童舞踊部 『魂の歌 神に捧げる平和の太鼓』 第2位（モダンバレエ）